# Burg Woldenbruch

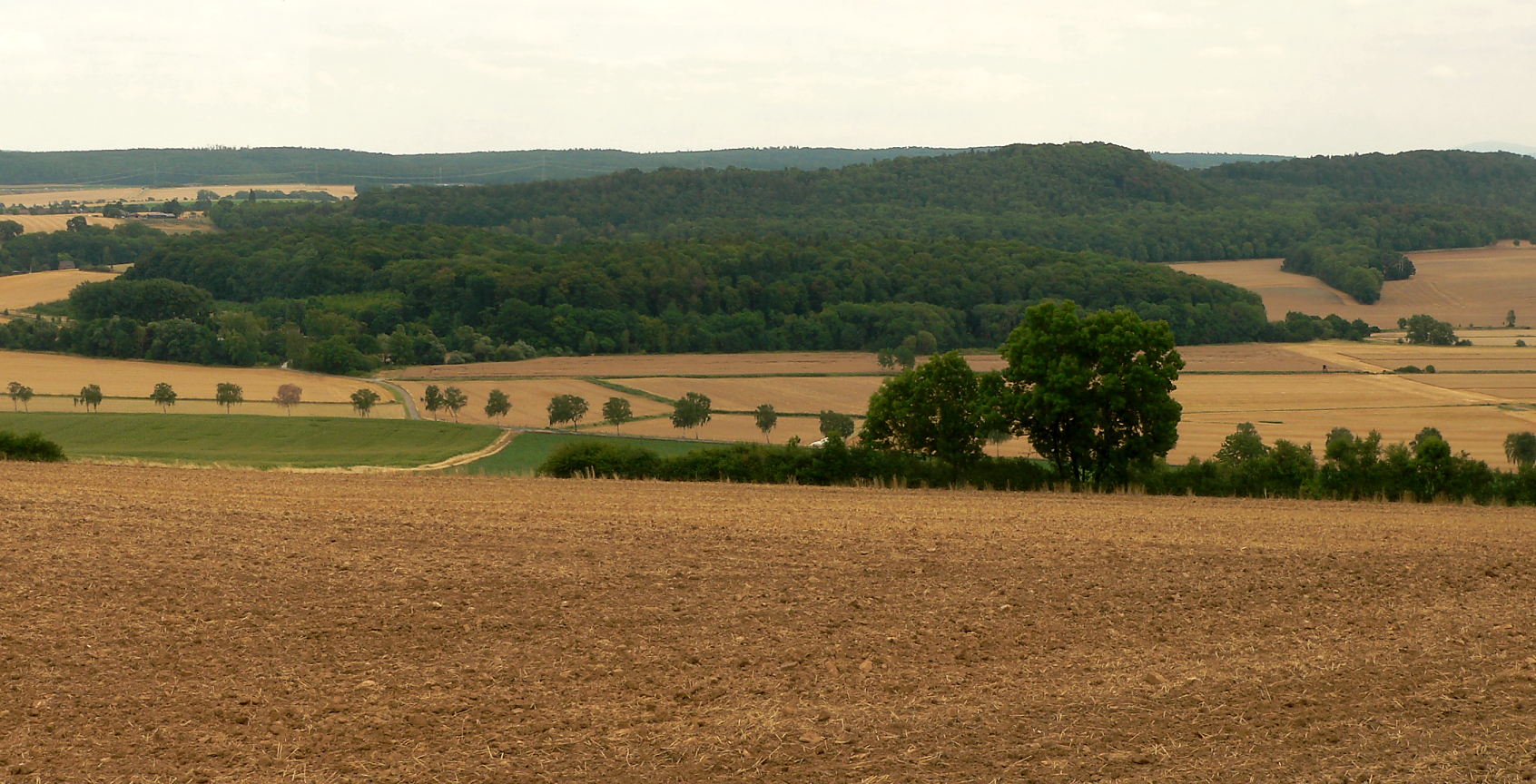
Burg Woldenbruch lag im Tal der Nette, Burg Wohldenberg liegt auf der Bergkuppe hinten rechts

Die Burg Woldenbruch ist eine abgegangene mittelalterliche Niederungsburg beim Holler Ortsteil Sottrum in Niedersachsen. Forscher halten die im Tal der Nette gelegene Burg für den früheren Sitz eines niederadligen Geschlechts.

## Beschreibung
Der ehrenamtliche Luftbildarchäologe Heinz-Dieter Freese entdeckte die Burgstelle im Jahr 2021 auf einem Orthofoto der niedersächsischen Landesvermessung, das 2019 aufgenommen wurde. Das Orthofoto zeigt den vollständigen Grundriss anhand von Feuchtigkeits- und Bewuchsmerkmalen in einem Getreidefeld. Auf dem Bild sind die Reste einer umlaufenden, möglicherweise doppelten Ringmauer erkennbar. Darüber hinaus wurde die ovale Burg von einer vorgelagerten Wall- und Grabenanlage umschlossen. Die gesamte Länge der Anlage betrug  140 Meter. Im Inneren lehnten sich an die Ringmauer mehrere Gebäude an, darunter ein Torhaus. Darüber hinaus befand sich im Innenraum ein quadratischer Bergfried von 10 Meter Kantenlänge. Er wurde von einem eigenen Wall mit Graben umgeben, was ungewöhnlich ist. Einen freistehenden Gebäudekomplex im Burghof interpretieren die Forscher als Palas.

### Historische Beschreibung
Eine Beschreibung des Burggeländes im Zustand des 19. Jahrhunderts lieferte der ehemalige Schulinspektor Friedrich Günther aus Clausthal in seinem 1887 erschienenen Buch „Der Ambergau“. Demnach erwarb 1858 ein Landwirt aus Sottrum das Burggelände mit noch vorhandenen Trümmerresten. Es trug die Bezeichnung Bruch und lag in einem feuchten Sumpfgelände, das erst später entwässert wurde. Der Landwirt ließ zunächst etwa 50 bis 60 m3 Mauersteine von dem Gelände abfahren. 1879 fanden er bei einer näheren Untersuchung der Stelle 180 m3 kleine Kalkmauersteine mit Gipsmörtel. Die Steine gehörten zu einer 180 Fuß langen und 6 Fuß breiten Fundamentmauer. Auch waren die Grundrisse von Räumen erkennbar. Außerdem fand der Landwirt Bruchstücke von achteckigen Säulen, einen Stein mit eingemeißelten Efeuranken und zahlreiche Hauer von Wildschweinen. Schlacken hätten darauf hingewiesen, dass die Burg durch Feuer zerstört worden ist. Um 1887 seien die Wälle der Burg noch vorhanden gewesen. Friedrich Günther rechnet die Burg dem historisch überlieferten und 1158 erstmals erwähnten Grafen Lüdeger II. von Woldenbroke bzw. von Woldenbroken zu. Die Burg sei 1203 oder 1206, als die Nachfolger von Lüdeger II. sein Erbe antraten, bereits zerstört gewesen, weil sich danach kein Angehöriger des Geschlechts der von Wohldenberg mehr nach der Burg benannte.

## Bewertung und Forschung
Das Niedersächsische Landesamt für Denkmalpflege datiert die Anlage anhand ihrer Bebauung in das 12. bis 13. Jahrhundert und ordnet sie Dienstmannen aus dem niederen Adel zu. Sie dürften Vasallen der Grafen von Wohldenberg mit Sitz auf der nahe gelegenen Burg Wohldenberg gewesen sein. Gleichartige kleinere Niederungsburgen gab es in der Umgebung mit der Burg Henneckenrode, der Burg Holle, der Burg Schlewecke, der Burg Söder und der Burg Werder.
Erste archäologische Prospektionen auf dem Burggelände im Jahr 2021 führten zum Fund von Artefakten aus dem Hoch- und Spätmittelalter. Unter anderem wurde eine Silbermünze mit dem Abbild des Kölner Erzbischofs Adolf von Altena gefunden, die zwischen 1193 und 1205 geprägt wurde. Nach geomagnetischen Untersuchungen im Jahr 2022 beabsichtigt das Regionalreferat Hannover des Niedersächsischen Landesamtes für Denkmalpflege unter Sebastian Messal weitere Forschungsmaßnahmen durchzuführen.